# برونو أكينو
برونو أكينو (21 يونيو 1991 في البرازيل - ) هو لاعب كرة قدم برازيلي في مركز الهجوم.

## وصلات خارجية
- برونو أكينو على موقع قاعدة بيانات كرة القدم.إي يو (الإنجليزية)
- برونو أكينو على موقع Soccerway.com (الإنجليزية)